# Pavilon zednářů na Hanspaulce
Pavilon zednářů na Hanspaulce v Praze 6-Dejvicích je zahradní pavilon v ulici Na Viničních horách na zahradě soukromého domu. Je chráněn jako nemovitá kulturní památka České republiky. Je nepřístupný.

## Historie
Pavilon pravděpodobně barokního původu byl přestavěn na přelomu 18. a 19. století pro potřeby svobodných zednářů. Jeho historie je spojena s areálem usedlosti Hanspaulka, ke které původně náležel a v jehož bývalé nejjižnější části v lesíku se nacházel.

## Popis
Pavilon stojí v jihovýchodní části pozemku východně od domu ve svažitém terénu. Stavba je výškově odstupňovaná.
Popis pavilonu R. Hlubinkou z roku 1928:
```
Ve středu lesíku, v nejhlubší části, býval rybníček, v jehož hladině se zrcadlil dvoupatrový zděný pavilonek z první polovice XIX. století, přistavěný k prudkému jižnímu svahu, dnes velmi sešlý. V přízemí je čtvercová klenutá místnost se sedátkem v zadní stěně a s 3 nikami v bočních stěnách, otevřená k jezírku. Po postranních kamenných rampách s obou stran stoupá se do 1. patra do čtvercové klenuté místnosti a z této do druhé místnosti, otevřené k jezírku. Dalšími serpentinami vystoupí se na horní okraj lomu a odtud je přístup do 2. patra pavilonu, kde je čtvercová místnost se stopami maleb. Při místnosti na straně jezírka je teráska se stopami bývalého prolamovaného zábradlí. Oba okenní i dveřní otvory této místnosti vyzdobeny jsou nad horním rovným ostěním otvory v podobě gotické trojlisté kružby. Strop a střecha chybí.
[
2
]
```